# François Laurentie
François Laurentie est un historien français né le 24 juillet 1874 à Paris et mort pour la France le 12 janvier 1915 à Roclincourt.

## Biographie
François Laurentie est le petit-fils de Pierre-Sébastien Laurentie et, par sa mère, de Pierre Genty de Bussy. Il est l'oncle de Henri Laurentie, Compagnon de la Libération.
Élève de l'École normale supérieure (1896), il est agrégé d'histoire, et devient professeur de rhétorique au lycée Stanislas.
Sans doute grâce au souvenir de son grand-père, influente figure du milieu légitimiste et ami du « comte de Chambord », il est chargé de classer les archives des Bourbons en exil au château de Frohsdorf, dont il publie une partie.
Ses recherches historiques portent également sur Louis XVII et les faux dauphins (dont Naundorff).
Figure des milieux intellectuels du début du XXe siècle, il travaille également sur Jules Barbey d'Aurevilly, entretenant une importante correspondance avec Louise Read. Il fréquente  Marc Sangnier et correspond avec de nombreux écrivains et artistes, comme Jérôme Tharaud, Ferdinand Brunetière, Auguste Rodin ou Louis Madelin.
Il meurt « pour la France » à l'âge de quarante ans, au cours de la Première Guerre mondiale, dans le Pas-de-Calais. Son nom figure au Panthéon, dans la liste des 560 écrivains morts au champ d'honneur.
L’Académie française lui décerne le prix Thérouanne en 1915 pour l'ensemble de son œuvre
Il avait épousé en 1906 Antoinette, fille du général de division Édouard Mounier (lui-même petit-neveu de Jean-Joseph Mounier), dont il a eu six enfants.

### Ouvrages généraux
- Jérôme Tharaud et Jean Tharaud ,L'Ombre et la Croix, Paris, éd. Emile-Paul frères, 1918, (RO40232030).